# Herb gminy Lubartów
Herb gminy Lubartów – jeden z symboli gminy Lubartów.

## Wygląd i symbolika
Herb przedstawia na tarczy w polu czerwonym zielone drzewo (dąb) z żołędziami i liśćmi, a pod nim dwie skierowane do siebie złote głowy lamparcie. Jest to nawiązanie do herbu Piotra Firleja (Lewart) oraz do herbu Lubartowa.